# Rue barbare
Rue barbare é um filme francês de Gilles Béhat, estreado em  1983.

## Elenco
- Bernard Giraudeau: Daniel Chetman (Chet)
- Christine Boisson: Emma la Rouge (Manu)
- Michel Auclair: Georges Chetman, o pai de Chet
- Jean-Pierre Kalfon: Paul Chetman (Rocky Malone)
- Bernard-Pierre Donnadieu: Mathias Hagen (Matt)
- Corinne Dacla: Édith Chetman (Eddie), esposa de Daniel
- Nathalie Courval: Carla Chetman, esposa de Paul
- Jean-Pierre Sentier: Yougo (Cobra)
- Pierre Frag: Temporini (Tempo)
- Myriam Salvodi: Tillie, prostituta
- Hakim Ghanem: Lobo, um jovem
- Christian Rauth
- Jean-Claude Dreyfus
- Jean-Claude Van Damme: figurante (cena da chegada da polícia)